# Prisca Benoit
Prisca Benoit, née à Nice, est une pianiste classique et professeur de piano au Conservatoire national supérieur de musique et de danse de Paris. 

## Biographie
Prisca Benoit commence à étudier le piano à l’âge de trois ans. Encouragée par le violoncelliste Pierre Fournier, elle entre au Conservatoire de Nice, puis intègre le Conservatoire national supérieur de musique et de danse de Paris (CNSMDP) dans la classe de Jacques Rouvier pour le piano et de Jean Mouillère pour la musique de chambre. Elle y obtient le premier prix de piano et de musique de chambre,. Elle se perfectionne à l’Université de l'Indiana à Bloomington et remporte les prix internationaux Alfred Cortot à Milan en 1981, Maria Callas à Athènes en 1990 et Dublin en 1991. Elle se produit avec des orchestres tels que celui de Bordeaux-Aquitaine, le Capitole de Toulouse, l'Orchestre symphonique de la radio-télévision irlandaise, le Nouvel orchestre philharmonique du Japon, comme des salles prestigieuses telles que la Salle Pleyel et le Théâtre du Châtelet à Paris, le Théâtre de la Monnaie à Bruxelles ou le Lincoln Center de New York, entre autres.
Depuis septembre 1991, elle est  assistante-professeure au CNSMDP,.
Après avoir été l'élève de Jacques Rouvier, elle devient son épouse et également son assistante, lui permettant de bâtir une entente légendaire autour de sa classe de piano, en créant une ambiance familiale qui n'est sans doute pas étrangère au bon succès de la pédagogie à La Villette.
Depuis 2008, Prisca Benoit donne des concerts conférences avec le neurologue Kamal Chémali, afin de démontrer les effets de la musique sur la santé,.